# 韋爾帕
51°22′49″N 28°23′24″E / 51.38028°N 28.39000°E
韋爾帕（烏克蘭語：Верпа），是烏克蘭北部的村莊，隸屬日托米爾州的科羅斯滕區。該村始建於1685年，面積1.07平方公里，海拔高度205米，2001年人口312，人口密度每平方公里290.77人。